# Rui Silva
Rui Manuel Monteiro da Silva (Santarém, 3 augustus 1977) is een Portugese middellangeafstandsloper, die is gespecialiseerd in de 1500. Hij is wereldindoorkampioen 1500 m en tweevoudig Europees indoorkampioen. Hij deed tweemaal mee aan de Olympische Spelen en won hierbij één bronzen medaille.

## Biografie
Op de wereldkampioenschappen voor junioren van 1996 in Sydney behaalde Silva een zesde plaats. Zijn eerste internationale medaille won hij twee jaar later bij de wereldbekerwedstrijd in Johannesburg. Hij behoorde tot de beste Europese middellangeafstandslopers en met een tijd van 3.40,95 werd hij op de 1500 m tweede.
Op de EK indoor van 1998 versloeg hij op de 1500 m met een tijd van 3.44,57 de Fransman Abdelkader Chékhémani en de Rus Andrey Zadorozhniy en won daarmee het goud. In dat jaar werd hij ook voor het eerst Portugees indoorkampioen. Op de Olympische Spelen van Sydney in 2000 werd hij in de voorrondes van de 1500 m uitgeschakeld met 3.41,93.
De beste prestatie van Rui Silva is het winnen van de wereldtitel op de 1500 m tijdens de WK indoor van 2001 in Lissabon. In 2004 op de Olympische Spelen van Athene was zijn tijd van 3.34,68 op de 1500 m genoeg voor het brons achter de Marokkaan Hicham El Guerrouj (goud) en de Keniaan Bernard Lagat (zilver).

## Titels
- Portugees kampioen 800 m - 2002, 2003, 2004, 2005
- Portugees kampioen 1500 m - 1999, 2001
- Portugees kampioen veldlopen - 2000, 2001, 2002, 2003
- Wereldindoorkampioen 1500 m - 2001
- Europees indoorkampioen 1500 m - 1998, 2002
- Portugees indoorkampioen 800 m - 2001
- Portugees indoorkampioen 1500 m - 1998, 2000
- Europees kampioen U23 1500 m - 1999

## Persoonlijke records
Outdoor
| Onderdeel   | Prestatie | Datum            | Plaats        |
| ----------- | --------- | ---------------- | ------------- |
| 800 m       | 1.44,91   | 20 augustus 2002 | San Sebastian |
| 1000 m      | 2.16,30   | 17 juli 1999     | Nice          |
| 1500 m      | 3.30,07   | 19 juli 2002     | Monaco        |
| 1 Eng. mijl | 3.49,50   | 12 juli 2002     | Rome          |
| 2000 m      | 4.54,66   | 7 september 1999 | Berlijn       |
| 3000 m      | 7.46,41   | 20 juni 2004     | Istanboel     |
| 5000 m      | 13.19,20  | 11 juni 2004     | Bergen        |

Indoor
| Onderdeel   | Prestatie | Datum            | Plaats    |
| ----------- | --------- | ---------------- | --------- |
| 800 m       | 1.46,40   | 19 februari 1999 | Gent      |
| 1000 m      | 2.17,36   | 23 februari 2001 | Gent      |
| 1500 m      | 3.34,99   | 7 maart 1999     | Maebashi  |
| 1 Eng. mijl | 3.52,18   | 15 februari 2001 | Stockholm |
| 2000 m      | 5.03,95   | 25 februari 2001 | Liévin    |
| 3000 m      | 7.39,44   | 6 februari 2000  | Stuttgart |

## Palmares

### 1500 m
- 1996: 6e WK junioren - 3.41,81
- 1998:  Wereldbeker - 3.40,95
- 1998:  EK indoor - 3.44,57
- 1998:  EK - 3.41,84
- 1999: 5e WK indoor - 3.34,99
- 1999:  EK (onder 23 jaar) - 3.44,29
- 2000: 13e in serie OS - 3.41,93
- 2001:  WK indoor - 3.51,06
- 2001: 7e WK - 3.35,74
- 2002:  EK indoor - 3.49,93
- 2002:  EK - 3.45,43
- 2002: 8e Grand Prix Finale - 3.37,31
- 2003: 5e WK - 3.33,68
- 2003: 4e Wereldatletiekfinale - 3.41,10
- 2004:  OS - 3.34,68
- 2004: 8e Wereldatletiekfinale - 3.46,05
- 2005:  WK - 3.38,02
- 2005: 11e Wereldatletiekfinale - 3.50,17

### Golden League-podiumplekken
1500 m
- 2001:  Herculis – 3.30,36
- 2002:  Herculis – 3.30,07
- 2002:  Weltklasse Zürich – 3.31,22

1 Eng. mijl
- 1999:  Golden Gala – 3.50,91
- 2002:  Golden Gala – 3.49,50

2000 m
- 1999:  ISTAF – 4.54,66

### 3000 m
- 2000:  EK indoor - 7.49,70
- 2004:  WK indoor - 7.57,08
- 2005:  Europacup B - 8.10,26
- 2006:  Europacup B - 8.09,74

### veldlopen
- 2010:  EK - landenklassement